# Тревизо (футбольный клуб)
«Тревизо» (итал. Treviso F.B.C. 1993) — итальянский футбольный клуб из города Тревизо, выступающий в Серии Б. Основан в 1909 году. Домашние матчи проводит на стадионе «Омобоно Тенни», вмещающем 10 000 зрителей. Наивысшим достижением клуба стал выход в Серию A в сезоне 2004/05.

## История
Серия B: (1)
- 4 место (выход в Серию А): 2004/2005

Летом 1993 заявлен в Серию Д как F.B.C. Treviso 1993.
В 2009 году «Тревизо» не прошел финансовую проверку на право участия в серии В в следующем сезоне. Команда была переведена в любительскую лигу